# 大学コンソーシアム岡山
大学コンソーシアム岡山（だいがくコンソーシアムおかやま、英称:The Consortium of Universities in Okayama / Consortium-Okayama）は、2006（平成18）年4月に開設された。略称はTCoUiO/TCUO/CO。このプログラムは岡山県内の高等教育機関（内・大学18所、県内一部の短大）の提携によって開設された。

## 概要
平成18年4月に設立された大学コンソーシアム岡山は、岡山県内の高等教育機関の間の提携と相互協力により、持っている知的資源を積極的に活用し、また、地域・社会および産業界との緊密な連携推進によって、「時代に合った魅力ある高等教育の創造」と「活力ある人づくり・街づくりへの貢献」を目指している。それら目標の実現に取り組む目的で、学術の進展、産業構造の変化、国際化・情報化による社会の変革のなかにあって、高等教育機関の果たすべき役割は大きく、社会からの期待やニーズも拡大をするとともに多様化している。上の目的のため、「大学コンソーシアム岡山」を設立し、所定の事業を行う。

## 事業
- 大学相互の協力と情報交換
- 地域経済界との交流
- 地域社会との交流と生涯学習の推進
- 地域高校との連携
- 地域創生学の構築
- 地域発信による国際交流

## コンソーシアム
岡山県内18大学の間で、大学の枠を越えて行われる単位互換事業である。協定大学で実際に開講されている授業科目等を受講し、修得した単位を、各学科の定める範囲内で、卒業必要単位数に組み入れることが可能である。

### 正会員
- 岡山大学
- 岡山県立大学
- 岡山学院大学
- 岡山商科大学
- 岡山理科大学
- 川崎医科大学
- 川崎医療福祉大学
- 吉備国際大学
- 倉敷芸術科学大学
- 岡山医療専門職大学

- くらしき作陽大学
- 山陽学園大学
- 就実大学
- 中国学園大学
- ノートルダム清心女子大学
- 美作大学
- 環太平洋大学
- 新見公立大学
- 岡山県*
- 岡山経済同友会*

「*」印は大学以外の会員組織

### 特別会員
- 倉敷市立短期大学
- 山陽学園短期大学
- 就実短期大学

- 中国短期大学
- 津山工業高等専門学校
- 中国職業能力開発大学校

## 公式サイト
- 大学コンソーシアム岡山